# Hidenori Nodera
Hidenori Nodera (7 de junio de 1975, Shizuoka, Japón) es un ciclista profesional japonés que corre actualmente para el Shimano Racing Team.

## Biografía
Debutó en el equipo italiano Colpack-Astro. Tras dos años en ese equipo se marchó al Shimano Racing equipo japonés en el que estuvo otros dos años. Su período más largo en un mismo equipo fue en el Skil Shimano en el que estuvo cuatro años, consiguiendo el Campeonato de Japón. Tras ese periodo retornó en 2009 al equipo Shimano Racing Team.

## Palmarés
1999
- 2.º en el Campeonato Asiático en Ruta

2003
- 2.º en el Campeonato de Japón en Ruta
- Jelajah Malaysia
- 2.º en el Campeonato Asiático en Ruta

2004
- 3.º en el Campeonato de Japón en Ruta

2005
- Campeonato de Japón en Ruta

2006
- 2.º en el Campeonato de Japón en Ruta

2007
- 2.º en el Campeonato de Japón en Ruta

2008
- Campeonato de Japón en Ruta

2009
- Challenge Cycle Road Race
- 3.º en el Campeonato de Japón en Ruta

2010
- 3.º en el Campeonato de Japón en Ruta

## Equipos
- Colpack-Astro (2001-2002)
- Shimano Racing (2003-2004)
- Shimano Memory Corp (2005)
- Skil Shimano (2006-2008)
- Shimano Racing Team (2009-2010)